# 12월 2일
12월 2일은 그레고리력으로 336번째(윤년일 경우 337번째) 날에 해당한다.

## 사건
- 1409년 - 라이프치히 대학교 설립
- 1755년 - 두 번째 에디스톤 등대가 불에 타서 파괴되었다.
- 1804년 - 파리시 노트르담 대성당에서 나폴레옹 1세 대관식이 열렸다. 대관식에서 나폴레옹 보나파르트는 스스로 자기 머리에 왕관을 씌웠다. 프랑스 천 년 역사에서 첫 번째 황제였다.
- 1805년 - 아우스터리츠 전투에서 나폴레옹이 오스트리아-러시아 연합군을 격파.
- 1869년 - 교황 비오 9세가 제1차 바티칸 공의회를 소집하다.
- 1972년 - 서울시민회관 화재가 일어났다.
- 1984년 - 인도에서 보팔 가스 누출 사고 발생.
- 2007년 - 우고 차베스 베네수엘라 대통령이 언론통제, 종신 대통령 등을 꿈꾸며 제안한 개헌안이 국민 투표에 의해 부결되었다.
- 2008년 - 태국 헌법재판소가 국민의 힘(PPP)정당 활동을 금지 시킴. 솜차이 옹사왓 총리직 해임.
- 2010년 - 기존 생물학 체계를 뒤흔드는, 비소를 기반으로 생존하는 박테리아 GFAJ-1의 존재가 NASA를 통해 공식 확인됨.
- 2012년 - 일본 야마나시현의 사사고 터널에서 천장 붕괴 사고가 발생하여 9명이 사망하다.
- 2024년 - 포항 아파트 방화 사건이 발생했다.

## 문화
- 1961년 - MBC 라디오(AM 900KHz), 대한민국 서울 인사동에서 개국.
- 1997년 - 대한민국 경기도 수원시에서 경기방송 KFM 개국.
- 2008년 - BBS불교방송 텔레비전 방송 개국.
- 2022년 - 폐역된 경주역이 복합 문화시설인 경주문화관1918로 개관.

## 탄생
- 1476년 - 조선의 제10대 국왕 연산군. (~1506년)
- 1593년 - 조선의 왕족 종실 상원군 (이세령). (~1637년)
- 1745년 - 조선 21대 국왕 영조의 계비 정순왕후. (~1805년)
- 1842년 - 영국의 축구 행정가 찰스 윌리엄 앨콕. (~1907년)
- 1859년 - 프랑스의 신인상주의 화가 쇠라. (~1891년)
- 1863년 - 대한민국의 독립운동가 나철. (~1916년)
- 1876년 - 독일의 사회학자 레오폴드 폰 비제. (~1969년)
- 1899년 - 영국의 지휘자 존 바비롤리. (~1970년)
- 1901년 - 우루과이의 축구 선수 호세 레안드로 안드라데. (~1957년)
- 1914년 - 미국의 경제학자 마틴 브론펜브레너. (~1997년)
- 1923년
  - 그리스의 소프라노 성악가 마리아 칼라스. (~1977년)
  - 소비에트 연방 및 러시아의 경제학자이자 정치가 알렉산드르 니콜라예비치 야코블레프. (~2005년)
- 1926년 - 대한민국의 소설가 박경리. (~2008년)
- 1928년 - 대한민국의 정치가, 축산경영인 강성원. (~2019년)
- 1930년 - 대한민국의 목사 김선도. (~2022년)
- 1935년
  - 대한민국의 정치인 조종익.
  - 세르비아의 작가 류보미르 시모비치. (~2025년)
- 1936년
  - 대한민국의 교육인 송자. (~2019년)
  - 미국의 인류학자 제임스 C. 스콧. (~2024년)
- 1938년 - 일본의 전 프로 야구 선수, 야구 지도자, 야구 해설가·평론가 곤도 히로시.
- 1939년 - 미국의 윤리학자 톰 비첨. (~2025년)
- 1941년 - 대한민국의 소설가, 번역가 안정효. (~2023년)
- 1944년 - 대한민국의 기업인 박정부.
- 1946년 - 영국의 디자이너 데이비드 매콜리.
- 1954년
  - 대한민국의 변호사, 정치인 천정배.
  - 일본의 만화가 다쓰키 료.
- 1958년 - 대한민국의 가수, 작곡가 남일이
- 1959년 - 대한민국의 정치인 하병문.
- 1960년 - 대한민국의 언론인 박기성.
- 1961년 - 대한민국의 배우 김정훈.
- 1967년 - 대한민국의 전 판사, 변호사 박재현.
- 1968년
  - 미국의 배우 루시 류.
  - 미국의 야구 선수 대릴 카일.
  - 대한민국의 배우 서지영.
- 1969년
  - 대한민국의 가수, 프로듀서 양현석.
  - 대한민국의 배우 윤상호.
- 1970년 - 대한민국의 배우 최성국.
- 1971년
  - 이탈리아의 축구 선수 프란체스코 톨도.
  - 일본의 만화가 요시자키 미네.
  - 대한민국의 아나운서 김태희.
- 1972년 - 대한민국의 작가, 전 아나운서 손미나.
- 1973년 - 대한민국의 바둑 기사 이상훈.
- 1974년
  - 대한민국의 아나운서 김재홍.
  - 대한민국의 성우 윤동기.
- 1976년 - 일본의 리듬 기타리스트 고토 마사후미.
- 1977년
  - 대한민국의 배우 김도현.
  - 대한민국의 야구 선수 정현욱.
- 1978년 - 캐나다의 가수 넬리 퍼타도.
- 1979년
  - 일본의 성우 니고 마야코.
  - 대한민국의 희극인 엄태경.
- 1980년
  - 독일의 축구 선수 마르코 엥엘하트.
  - 스웨덴의 축구 선수 샬로트 롤린.
- 1981년 - 미국의 가수 브리트니 스피어스.
- 1982년 - 대한민국의 전 배우 백세리.
- 1983년 - 미국의 배우 대니얼라 루아.
- 1984년 - 대한민국의 가수 윤학 (초신성).
- 1985년
  - 대한민국의 가수 놀부 (후레쉬 보이즈).
  - 대한민국의 전 리그 오브 레전드 프로게이머 윤성영.
  - 대한민국의 골프 선수 이지영.
- 1986년
  - 대한민국의 배우 송하윤.
  - 대한민국의 가수 김지혜.
- 1987년
  - 대한민국의 가수 박수진 (HAM).
  - 대한민국의 축구 선수 박상희.
- 1988년 - 잉글랜드의 배우 앨프리드 이넉.
- 1989년 - 이탈리아의 축구 선수 마테오 다르미안.
- 1990년
  - 일본의 가수 야오토메 히카루 (Hey! Say! JUMP).
  - 대한민국의 가수 윤딴딴.
- 1991년
  - 대한민국의 수영 선수 출신 인터넷 방송인 정다래.
  - 대한민국의 가수 김가영.
  - 대한민국의 기상캐스터 남유진.
  - 미국의 싱어송라이터 찰리 푸스.
- 1992년 - 일본의 가수 타나베 미쿠.
- 1993년
  - 대한민국의 야구 선수 류지혁.
  - 대한민국의 배구 선수 조예진.
  - 일본의 배우 이시다 하루카.
- 1994년 - 일본의 배우 시미즈 후미카.
- 1995년
  - 대한민국의 배우 겸 모델 이주형.
  - 일본의 성우 미나세 이노리.
- 1996년 - 대한민국의 가수 차윤지.
- 1997년
  - 대한민국의 가수 오반.
  - 대한민국의 테니스 선수 권순우.
- 1998년
  - 미국의 레퍼, 싱어송라이터 주스 월드. (~2019년)
  - 대한민국의 배우 김강민.
  - 대한민국의 야구 선수 손주영.
  - 대한민국의 축구 선수 박성민.
- 1999년 - 케냐의 육상 선수 켈빈 킵툼. (~2024년)
- 2000년
  - 대한민국의 프로게이머 문원희.
  - 일본의 배우 오사키 이치카.
  - 대한민국의 배우 우민규.
- 2001년 - 오스트레일리아의 배우 제러미 샤브리엘.
- 2004년 - 미국의 피겨스케이팅 선수 일리아 말리닌.
- 2010년 - 대한민국의 가수 방서희.

### 미상
- 대한민국의 가수 어바웃.

## 사망
- 1515년 - 스페인의 장군 곤살로 페르난데스 데 코르도바. (1453년~)
- 1594년 - 네덜란드의 지리학자, 제작자 게라르두스 메르카토르. (1512년~)
- 1672년 - 조선의 학자, 정치인 송준길. (1606년~)
- 1913년 - 프랑스의 화학자 샤를 로트. (1836년~)
- 1947년 - 대한민국의 정치인, 독립운동가 장덕수. (1894년~)
- 1963년 - 제2차 세계 대전 당시 폴란드군 소속 시리아불곰 보이테크. (1941년~)
- 1972년 - 한국계 미국인 작가 강용흘. (1903년~)
- 1980년 - 프랑스의 소설가 로맹 가리. (1914년~)
- 1994년 - 대한민국의 정치인 정한주. (1928년~)
- 2003년 - 대한민국의 목사 장효희. (1948년~)
- 2014년 - 미국의 가수 죠앤. (1988년~)
- 2016년 - 미국의 다이빙 선수 새미 리. (1920년~)
- 2020년
  - 대한민국의 정치인 심기섭. (1944년~)
  - 러시아의 영화배우 보리스 플로트니코프. (1949년~)
  - 프랑스의 제20대 대통령, 정치인 발레리 지스카르 데스탱. (1926년~)
  - 파키스탄의 총리, 정치인 자파룰라 칸 자말리. (1944년~)
  - 미국의 10종 경기 선수 레이퍼 존슨. (1935년~)
- 2021년 - 대한민국의 배우, 정치인, 대학 교수 홍성우. (1941년~)
- 2022년
  - 일본의 축구 선수 기쿠가와 요시오. (1944년~)
  - 미국의 영화배우 알 스트뢰벨. (1939년~)
  - 대한민국의 배우 염동헌. (1968년~)
  - 대한민국의 정치인 최병렬. (1938년~)
- 2023년 - 스페인의 영화배우, 가수, 사회자 콘차 벨라스코. (1939년~)
- 2024년
  - 오스트레일리아의 테니스선수 닐 프레이저. (1933년~)
  - 대만의 싱어송라이터 류자창. (1943년~)
  - 루마니아의 축구선수 헬무트 두카담. (1959년~)

## 기념일
- 국제 노예제 철폐의 날(International Day for the Abolition of Slavery).
- 국경일: 아랍에미리트
- 국경일: 라오스
- 국군의 날: 쿠바

## 같이 보기
- 전날: 12월 1일 다음날: 12월 3일 - 전달: 11월 2일 다음달: 1월 2일
- 음력: 12월 2일
- 모두 보기